# سسنا ۳۱۰
سسنا ۳۱۰ (به انگلیسی: Cessna 310) یک هواگرد ساختِ کارخانهٔ سسنا در کشور ایالات متحده آمریکا است که در سال ۱۹۵۴–۱۹۸۰ ساخته شد. نخستین استفاده‌کنندهٔ این هواپیما هوانوردی عمومی بوده‌است. این هواگرد برای نخستین بار در ۳ ژانویه ۱۹۵۳ میلادی مورد استفاده قرار گرفت.